# 407 Arachne
För andra betydelser, se Arachne (olika betydelser).
407 Arachne eller 1895 CC är en asteroid i huvudbältet, som upptäcktes 13 oktober 1895 av den tyske astronomen Max Wolf. Den har fått sitt namn efter Arachne i den grekiska mytologin.
Asteroiden har en diameter på ungefär 95 kilometer.